# Tenodera
Genre
Le genre Tenodera contient plusieurs espèces de mantes.
Les mantoptères appartenant à ce genre sont identifiés par les fémurs de leurs pattes moyennes et postérieures présentant une pointe apicale.

## Espèces
Liste non exhaustive :
- Tenodera angustipennis Saussure, 1869
- Tenodera aridifolia (Stoll, 1813)
- Tenodera australasiae Leach, 1814
- Tenodera sinensis Saussure, 1871 - « Mante chinoise »
- Tenodera superstitiosa (Fabricius, 1781)

## Sources
- Classification des Mantoptères